# Световни отборни титли на WWE
 Тази статия е за оригиналните отборни титли на WWE.  За настоящите отборни титли на WWE вижте Отборни титли на WWE.  
Световните отборни титли са оригиналните кеч световни отборни шампионски титли, залагани в World Wrestling Entertainment (WWE). Те са единствените отборни рили на WWE от 1971 до 2002, когато се създават вторите Отборни титли на WWE. И двете титли се обединяват през 2009 в Обединените отборни титли на WWE. Световните отборни титли се премахват през 2010. Титлите се залагат в кеч мачове, в който участниците изпълняват сценични финали.

## История
Световните отборни титли са оригинално познати като „Световните отборни титли на World Wide Wrestling Federation (WWWF)“. След представянето на титлите през 1971, Люк Грейъм и Тарзан Тайлър стават първите шампиони на 3 юни. През 1979, титлите става известни като „Световните отборни титли на World Wrestling Federation (WWF)“ когато компанията става World Wrestling Federation. Започват да се наричат просто „Отборните титли на WWF“ в средата на 90-те.
През март 2001, World Wrestling Federation закупува World Championship Wrestling. След това, започва „Нашествието“, в което Съюза на WCW/ECW е тотално съсипан. На Сървайвър, титлите се обединяват с Отборните титли на WCW в мач в Стоманена клетка. Отборните шампиони на WCW, Дъдли Бойс, побеждават Отборните шампиони на WWF, Харди Бойз, ставайки последните Отборни шампиони на WCW и новите Отборни шампиони на WWF.
След смяната на WWF/WWE името през 2002, титлите започват да се наричат „Отборни титли на World Wrestling Entertainment (WWE)“. Тогава, по време на периода на разширяването на марките, Отборните шампиони започват да се бият само за шоуто Първична сила, оставяйки Разбиване! без отборни титли. След това, Главния мениджър на Разбиване, Стефани Макмеън, създава нови Отборни титли на WWE, който да са отборните титли на шоуто Разбиване. С представянето на Световната титла в тежка категория на Първична сила след като Титлата на WWE се мести в Разбиване, Отборните титли на Първична сила сега стават известни като „Световни отборни титли“. Това става, така че имената на двете отборни титли да е като огледало за имената на главните титли на техните съответни шоута. Световната титла в тежка категория и Титлата на WWE разменят шоутата по време на Жребия през 2005, обаче нито една от отборните титли не си сменя името.
В кая на 2008 до началото на 2009, Отборните шампиони на WWE Колоните (Карлито и Примо) враждуват със Световните отборни шампиони Джон Морисън и Миз, където двата отбора отправят победи в мачове без заложби и запазват титлите си когато ги залагат взаимно. На 17 март, в епизод на ECW, става известно че на КечМания 25 двата отбора ще защитават титлите си и печелившият отбор ще си тръгне с четирите отборни титли. Колоните побеждават Морисън и Миз, сливайки титлите в Обединените отборни титли на WWE.
Като Обединени отборни титли на WWE, шампионите се появяват и да залагат всяка от титлите в шоутата на WWE. На 16 август 2010, Световните титли се прекратяват в полза на хронологията на Отборните титли на WWE, следвайки представянето на новите пояси за тогавашните шампиони Династия Харт (Дейвид Харт Смит и Тайсън Кид). Въпреки това, носителите на Отборните титли на WWE от годините честват носители и на оригиналните титли като ги определят за бивши шампиони.

## Носители
Първите шампиони са Лудия Люк Грейъм и Тарзан Тайлър, които побеждават Дик Побойника и Шейха на 3 юни 1971. Рекорда за носители за най-дълго време е направен от Разрушителите, когато стават шампиони за пръв път и са носители за 478 дни. Три отбора са наравно за шампиони за най-кратко време. Джулс Стронгбоу и Шеф Джей Стронгбоу губят титлите кратко след като ги печелят на 28 юни 1982, когато става ясно че Мистър Фуджи, единият от тогавашните шампиони заедно с Мистър Сайто, е туширан с крак на въжето. Оуен Харт и Йокозуна губят титлите на 25 септември 1995 от Смокин Гънс, кратко след като си ги връщат обратно. На 19 декември Острието и Крисчън побеждават Харди Бойз, печелят титлите и ги губят същата вечер от Дъдли Бойс.
Дъдли Бойс държат рекорда за най-многобройни шампиони като отбор с осем. Острието държи цялостния рекорд за брой титли, индивидуално с 12, седем от които с Крисчън. Той печели титли заедно с Хълк Хоуган, Крис Беноа, Ренди Ортън и Крис Джерико (след като титлите се сливат).
Последните шампиони са Династия Харт (Дейвид Харт Смит и Тайсън Кид), които печелят титлите от Мизадата (Миз и Грамадата) на 26 август 2010 на Първична сила. След като Световните отборни титли се премахват, дуото продължават да се водят за Отборни шампиони на WWE до Нощта на шампионите на 19 септември 2010, когато губят от Дрю Макинтайър и Коуди Роудс.